# Museo de la Tortura
El Museo de la Tortura es un museo privado ubicado en Santillana del Mar, Cantabria, que contiene más de medio centenar de instrumentos de tortura y pena capital originales de Europa desde los siglos XV hasta el XIX. Se trata de una tipología de museo histórico muy extendido en España debido a la longeva presencia de la Inquisición.
Se le considera uno de los museos más raros en España, también uno de los sitios turísticos del municipio cántabro.

## Exposición
Los objetos expuestos en el museo fueron donados por una colección privada y pertenecen a varias etapas de la historia, desde la Edad Media hasta la época industrial.

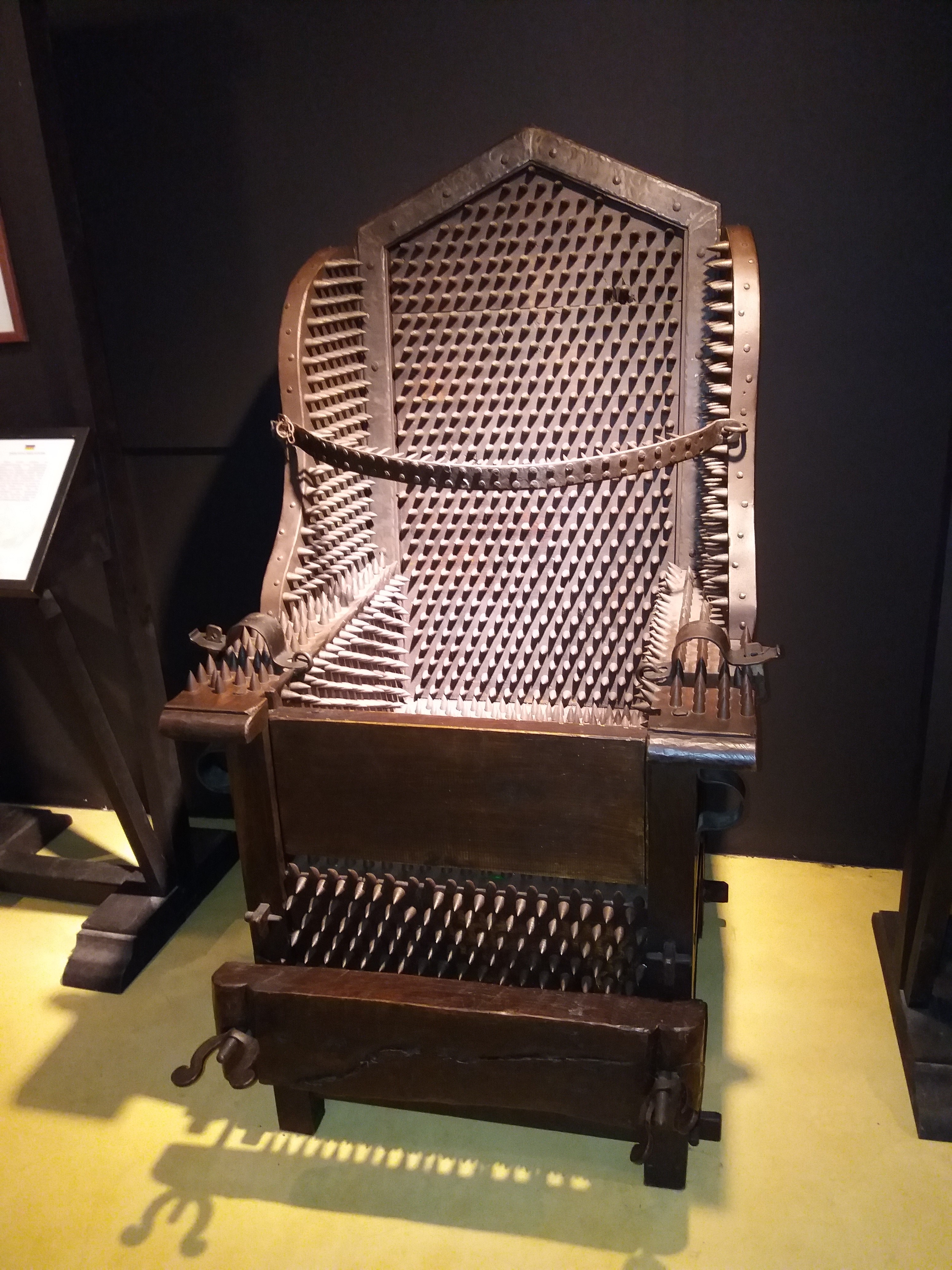
Silla de interrogatorios expuesta en el museo.

El edificio, que cuenta con varias plantas, se divide en varias secciones:
- Castigo ejemplarizante y humillación pública.
- Castigo físico y tortura de reos.
- Instrumentos de ejecución.
- Aparatos creados para torturar específicamente a mujeres.

Cada pieza es expuesta con ilustraciones históricas y con su correspondiente leyenda, que resume cómo se usaba en aquellos tiempos, a qué tipo de delito era aplicado este castigo, y en qué época y lugar se empleaba.
En total, el museo reúne más de un centenar de instrumentos de tortura entre piezas originales y reconstrucciones actuales.